# 埃布雷翁
埃布雷翁（法語：Ébréon，法語發音：[ebʁeɔ̃]）是法国夏朗德省的一个市镇，属于孔福朗区。

## 地理
埃布雷翁（45°56'15"N, 0°1'52"E）面积10.05 平方千米，位于法国新阿基坦大区夏朗德省，该省份为法国西部内陆省份，北起德塞夫勒省和维埃纳省，东临上维埃纳省，东南至多尔多涅省，南至多爾多涅省，西接滨海夏朗德省。
与埃布雷翁接壤的市镇（或旧市镇、城区）包括：圣弗赖涅、苏维涅、蒂松、艾格尔。

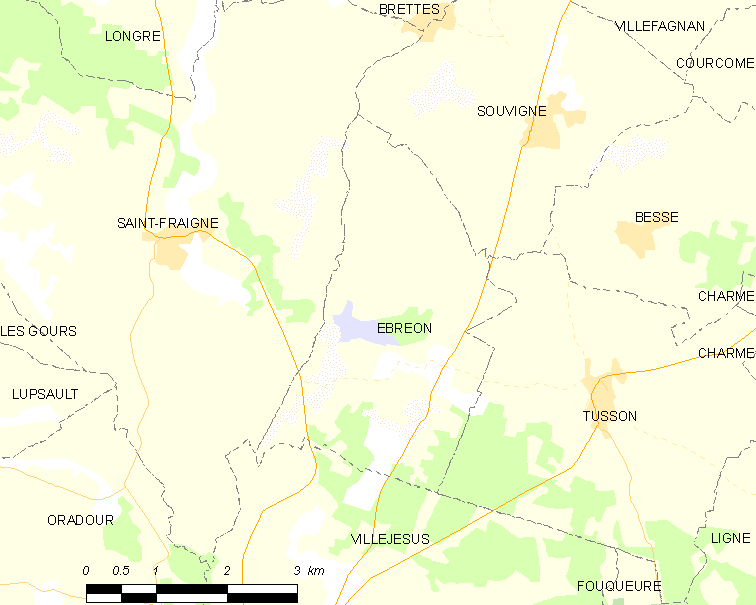
埃布雷翁的OSM定位图

埃布雷翁的时区为UTC+01:00、UTC+02:00（夏令时）。

## 行政
埃布雷翁的邮政编码为16140，INSEE市镇编码为16122。

## 政治
埃布雷翁所属的省级选区为夏朗德北县。

## 人口

1962-2008年间埃布雷翁人口变化图示

埃布雷翁于2022年1月1日时的人口数量为139人。